# Chích chạch nâu
Chích chạch nâu (danh pháp hai phần: Macronus striaticeps) là một loài chim chi Chích chạch trong Timaliidae.. Đây là loài đặc hữu của Philippines. Môi trường sinh sống tự nhiên của nó là rừng đất thấp ẩm nhiệt đới và cận nhiệt đới và rừng núi cao nhiệt đới và cận nhiệt đới.